# Taphrina deformans
Taphrina deformans (syn. Exoascus deformans) is een schimmel uit de familie van de zakjeszwammen die de perzikkrulziekte veroorzaakt en voorkomt op perzik-, nectarine-, abrikoos- en amandelbomen.

## Beschrijving
Taphrina deformans is een hogere schimmel die in het blad leeft en geen vruchtlichaam vormt. 

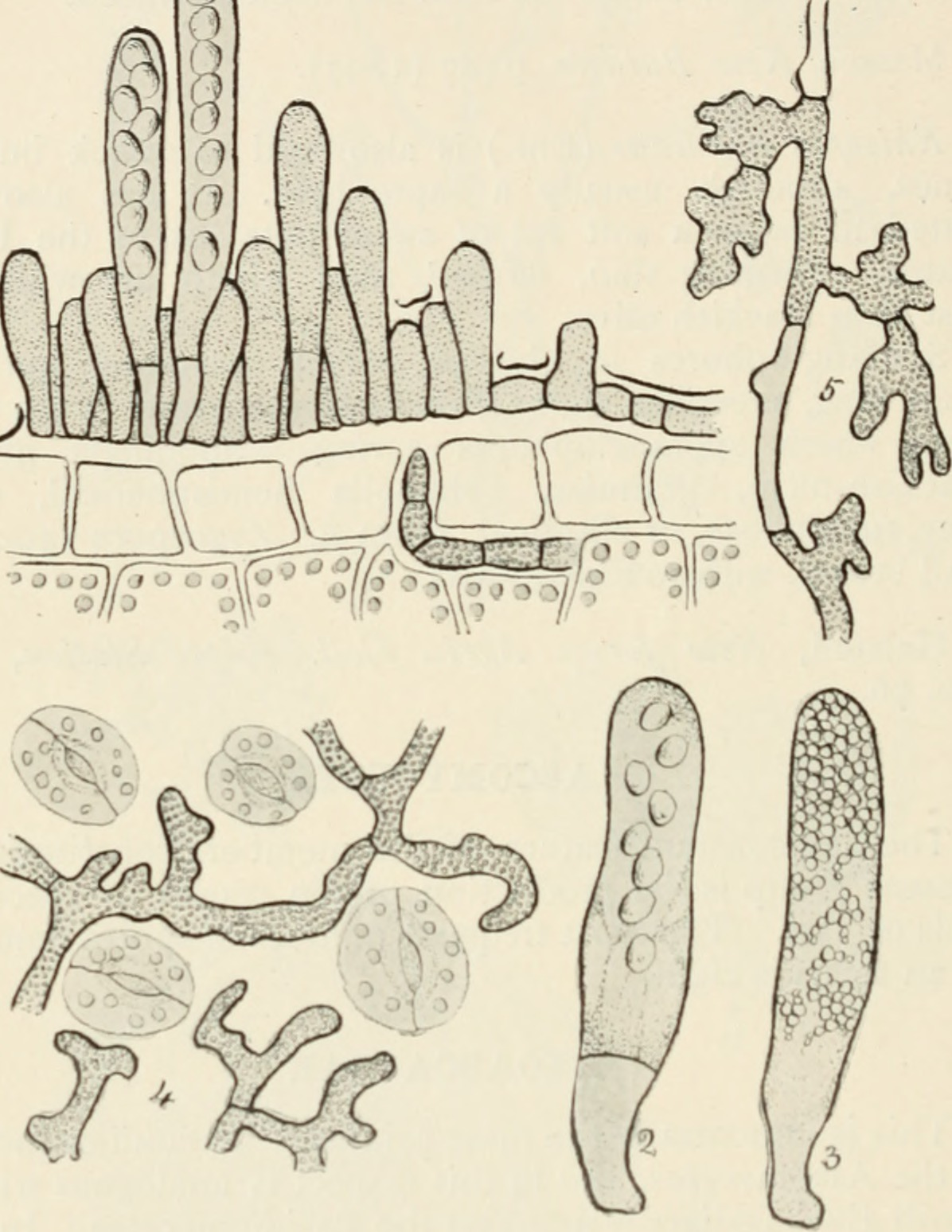
Sporenzakjes op het blad

De sporen worden gevormd in eenvoudige asci (sporenzakjes) op het blad, in tegenstelling tot het schotelvormige vruchtlichaam dat kenmerkend is voor tal van andere zakjeszwam-soorten. De sporen verspreiden zich vanaf de bladeren en overwinteren op de bast van de boom. 
Wanneer de omgevingstemperatuur stijgt boven de 10°C worden de sporen actief. Klimt de temperatuur tot 16°C stopt de infectie en boven de 19°C sterven de ontkiemende sporen af. Tijdens de infectieperiode is neerslag van vitaal belang voor de schimmel. Onderzoek toont aan dat er minimaal 3 mm neerslag nodig is om een infectie uit te lokken en minimaal 12 millimeter om de kiemende sporen te verspreiden over gans de boom. 
Daaropvolgend is een vochtige periode vereist van minimaal 24 uur, waarbij de boom niet langer dat vier uur weer droog is.
Eind mei verschijnt een witte donslaag met sporenzakjes op de gedeformeerde bladeren, de sporen zijn  rijp. Ze verspreiden zich met behulp van regen en wind door de boom en nestelen zich weer op nieuwe knoppen en in de bast.

## Levenscyclus
Taphrinales onderscheiden zich van andere zakjeszwammen door hun tweekernige schimmeldraadcellen. Ze hebben ook een karakteristieke manier van voortplanting. Onder de cuticula van het blad waarin ze leven vormt zich een vlechtwerk van schimmeldraden, dat een proascus wordt genoemd. De twee haploïde kernen in een schimmeldraadcel versmelten tot een diploïde cel die de cuticula doet openbarsten. De diploïde cel wordt naar buiten gedrukt en vormt vervolgens een scheidingswand, waardoor twee cellen ontstaan. De onderste cel is de voetcel en de bovenste cel het sporenzakje. In het sporenzakje vindt de meiose plaats, gevolgd door een mitotische deling. Dat resulteert in acht haploïde ascosporen. Deze maken door knopvorming net zo lang secundaire sporen (conidiën) totdat ze op de gastheer komen. Dan vormt de secundaire spore een kiembuis, die tussen de epidermiscellen van het blad groeit. Vervolgens groeien door het gehele blad intercellulair schimmeldraden.
|  |  |